# Xã Bethel, Quận Towner, Bắc Dakota
Xã Bethel (tiếng Anh: Bethel Township) là một xã thuộc quận Towner, tiểu bang Bắc Dakota, Hoa Kỳ. Năm 2010, dân số của xã này là 32 người.